# چارلز کی
چارلز کی (به انگلیسی: Charles Kay) (زاده ۳۱ اوت ۱۹۳۰) بازیگر انگلیسی است.
از فیلم‌های معروف او می‌توان به بازی در مجموعه تلویزیونی لبه تاریکی و فراطبیعی اشاره کرد.